# Pozolapa, Acatepec
Pozolapa är en ort i Mexiko.   Den ligger i kommunen Acatepec och delstaten Guerrero, i den södra delen av landet, 250 km söder om huvudstaden Mexico City. Pozolapa ligger 883 meter över havet och antalet invånare är 168.
Terrängen runt Pozolapa är kuperad åt sydväst, men åt nordost är den bergig. Pozolapa ligger nere i en dal. Runt Pozolapa är det ganska glesbefolkat, med 42 invånare per kvadratkilometer. Närmaste större samhälle är Acatepec, 15,8 km norr om Pozolapa. I omgivningarna runt Pozolapa växer huvudsakligen savannskog.